# 미이라 (1959년 영화)
미이라(The Mummy)는 1959년 개봉한 영국의 공포 영화이다.

## 줄거리
1895년 이집트, 고고학자 존 배닝, 그의 아버지 스티븐, 그리고 삼촌 조셉 윔플은 카르나크 신의 여사제 아낭카 공주의 무덤을 찾는다. 다리를 다친 존은 무덤 발굴에 동참하지 못하고, 아버지와 삼촌은 이집트인 메헤멧 베이의 경고를 무시한 채 무덤 안으로 들어간다. 스티븐은 아낭카의 석관 안에서 생명의 두루마리를 발견하고 읽는데, 그 순간 비명을 지르며 혼수상태에 빠진다.
3년 후, 영국에서 스티븐은 정신병원에서 깨어나 아들 존에게 자신이 생명의 두루마리를 읽어 미라가 된 카르나크의 대제사장 카리스를 부활시켰다고 말한다. 카리스는 과거 아낭카를 사랑해 그녀를 되살리려다 발각되어 산 채로 미라가 되는 형벌을 받았으며, 이제 무덤을 훼손한 자들을 찾아 복수할 것이라고 경고한다.
한편, 카르나크의 숭배자인 메헤멧 베이는 복수를 위해 영국에 와 카리스를 이용하려 한다. 술에 취한 운전사들에게 카리스를 운반하게 하지만, 운송 중 사고로 카리스는 진흙탕에 빠진다. 메헤멧은 생명의 두루마리를 이용해 카리스를 깨우고 스티븐을 살해하게 한다. 다음날 밤, 카리스는 조셉까지 죽이고, 존은 카리스에게 총을 쏘지만 아무 소용이 없다.
경찰관 멀루니는 살인사건을 조사하지만, 미라 살인범 이야기는 믿지 않는다. 존은 자신의 아내 이소벨이 아낭카 공주와 놀라울 정도로 닮았다는 사실을 알게 된다. 수사를 진행하면서 멀루니는 점차 미라의 존재를 의심하기 시작한다.
메헤멧은 카리스를 보내 존을 공격하게 하지만, 이소벨이 나타나자 카리스는 존을 놔주고 떠난다. 메헤멧은 카리스가 임무를 완수한 줄 알고 이집트로 돌아가려 한다. 존은 메헤멧이 미라를 조종한다는 사실을 눈치채고 찾아간다. 메헤멧은 카리스를 다시 보내 존을 죽이려 하고, 격투 중 멀루니는 기절한다. 카리스는 존을 목 졸라 살해하려 하지만, 존의 외침에 달려온 이소벨의 모습에 멈칫한다. 메헤멧은 이소벨을 죽이려다 카리스에게 살해당한다. 카리스는 이소벨을 데리고 늪으로 향하고, 존과 경찰들이 뒤쫓는다. 이소벨은 카리스에게 자신을 내려달라고 부탁하고, 카리스는 마지못해 따르고 경찰들이 총을 쏘자, 카리스는 생명의 두루마리와 함께 진흙탕 속으로 가라앉는다.

## 출연

### 주연
- 피터 커싱
- 크리스토퍼 리

### 조연
- 이본느 퍼노
- 에디 번
- 펠릭스 아일머
- 레이몬드 헌틀리
- 조지 파스텔
- 마이클 리퍼
- 조지 우드브리지
- 해롤드 굿윈
- 데니스 쇼
- 제랄드 로슨
- 윌러프비 그레이
- 존 스튜어트
- 데이빗 브로닝
- 스탠리 메도우즈
- 프랭크 싱이뉴

## 기타
- 협력프로듀서: 안소니 넬슨 케이스
- 미술: 버나드 로빈슨
- 배역: 도로시 홀로웨이